# Beépített ember
A beépített ember, vagy köznyelvi kifejezéssel tégla (az angol nyelvterületen mole, azaz vakond, utalva ezzel arra, hogy "befúrja" magát valahová) egy olyan személy, aki egy bizonyos szervezetnek (konkurens cégnek, kormányhivatalnak, rendvédelmi szervnek, bűnszervezetnek, magánszemélynek) a szolgálatában állva beépül egy másik szervezet (kormányhivatal, vállalat, párt, katonai egység, szerveződés, bűnszövetkezet stb.) sorai közé, leggyakrabban azért, hogy a megkárosított szervezetről információkat szolgáltasson ki a megbízójának (aki gyakran egy konkurens cég/párt, vagy egy olyan szerv, gyakran kormányerő, amely meg kívánja gátolni a másik fél tevékenységét). Az információszolgáltatás alapját képezhetik pénzügyi adatok, könyvviteli adatok, szervezeti és strukturális információk, kereskedelmi partnerek információi, alkalmazottak vagy azok hozzátartozóinak személyes információi, napirendek, szokások, biztonsági kódok, alaprajzok, tervek és tervrajzok, illetve bármi más, ami a megbízó számára fontos lehet. Az információszerzés, megfigyelés, lehallgatás mellett tevékenységi körükbe tartozhat még a szabotázsakciók végrehajtása vagy végrehajtatása, a lobbitevékenység (nyilván a megbízó érdekeit szem előtt tartva), a bizalom elnyerése a cég alkalmazottai részéről (ezáltal hozzáférés bizonyos adatokhoz), a megfigyelés/kifigyelés, az adatok meghamisítása vagy megsemmisítése, a "megszállt" cég jó hírnevének csorbítása, illetve személyes bosszúakciók is. A tégla általában huzamosabb időn keresztül épül be a cégbe (ez sokszor éveket vagy néha akár évtizedeket is igénybe vehet), és a megkárosított cég teljes jogú alkalmazottjává válik a betöltött munkakörében árulása lelepleződéséig (már ha erre sor kerül egyáltalán valaha). Nem összetévesztendő a kettős ügynökkel, aki mindkét irányba szolgáltat információkat; a tégláról csupán eredeti megbízója tudja, hogy beépített ember, a megkárosított személy vagy szervezet (alapesetben) nem.